# Delphine Djiraibe

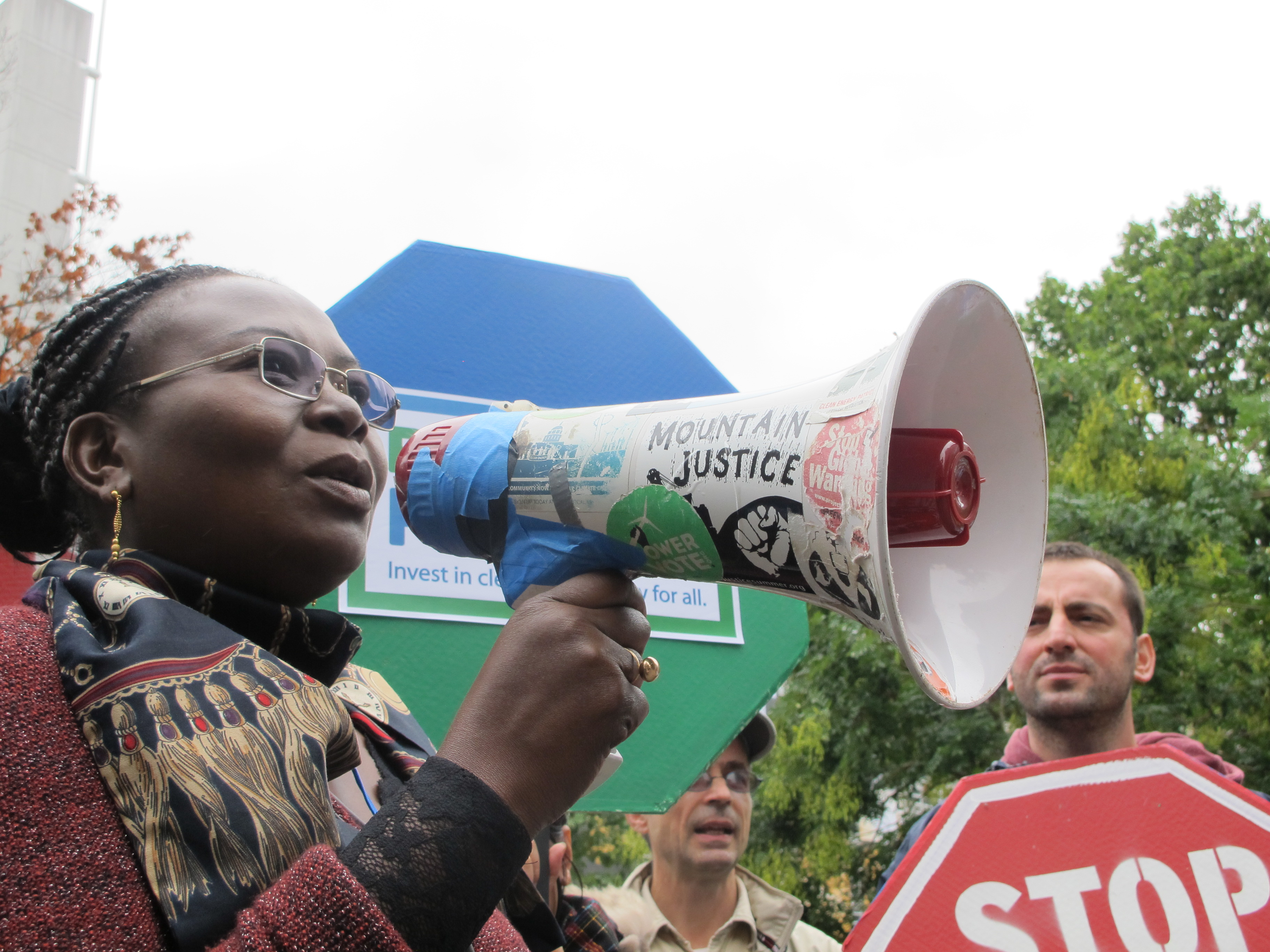
Delphine Djiraibe

Delphine Djiraibe (1 december 1960) is advocaat in Tsjaad en medeoprichter van de Association Tchadienne pour la Promotion et la Défense des Droits de l'Homme. BBC News heeft haar "een van Tsjaads meest prominente mensenrechtenadvocaat" genoemd.

In 2004 kreeg ze de Robert F. Kennedy Human Rights Award toegekend voor haar werk.

## Opleiding
Djiraibe werd geboren op 1 december 1960 in Koumra, Tsjaad. Ze behaalde haar bachelors in Moundou en studeerde af in rechten aan de Marien Ngouabi University in 1989.

## Achtergrond
Tijdens de laatste jaren van de dictatuur onder Hissène Habré, studeerde Djiraibe rechten in Congo Brazzaville. Na de machtsovername door Idriss Déby in 1990, keerde Djiraibe terug naar Tsjaad. Ze zag wijdverspreide hongersnood en armoede onder de mensen, dit motiveerde haar om een mensenrechtenactivist te worden en de Chadian Association for the Promotion and Defense of Human Rights op te richten.

## Mensenrechtenwerk
Djiraibe's activiteiten richten zich vooral op de winsten van het door de Wereld Bank gesponsorde  Tsjaad-Kameroen Oliepijplijn Project. Djiraibe vindt dat de winsten van de oliepijplijn gebruikt moeten worden om de locale economie te ontwikkelen, zodat alle burgers profiteren en niet alleen een selecte groep. Vooral het platteland is verarmd. De burgers werden zonder enige voorbereiding financieel gecompenseerd. Ze hebben dat geld uitgegeven zonder plan en nu blijven ze berooid achter." Volgens Djiraibe zijn de olieopbrengsten "een vloek", omdat ze van invloed zijn geweest op de burgeroorlog tussen 2005-2010 en ze het land verdelen.
Volgens het Robert F. Kennedy Center for Justice and Human Rights, heeft de Tsjaadse overheid een publieke campagne gestart tegen het activisme van Djiraibe. In 2008, tijdens een campagne door Deby tegen zijn politieke tegenstanders, is een actie gestart om Djiraibe in veiligheid te brengen buiten Tsjaad. Uiteindelijk kreeg ze toestemming om naar Parijs te reizen.
Djiraibe uitte kritiek op de Organisation of African Unity, ze noemde het "overbodig" en "vriendenclubje". Ze ondersteunde in 2005 de rechtszaak van de vorige president Habré. Ze verklaarde dat de zaak aantoonde dat Afrika ook een rol kan spelen in mensenrechtenzaken en dit kan uitvechten op de eigen terrein.

## Erkenning
In 2005 heeft de Robert F. Kennedy Center Djiraibe de Robert F. Kennedy Human Rights Award, toegekend voor "haar onvermoeibare inzet voor de mensenrechten van de inwoners van Tsjaad, ondanks de risico's voor haar en haar familie.
Vier jaar later noemde het tijdschrift Jeune Afrique haar een van de honderd meest belangrijke advocaten van Afrika voor verandering: "Deze advocaat en onvermoeibare strijder voor mensenrechten is als een roepende in de woestijn, zal ze in 2009 gehoord worden?"